# Episodi de Le epiche avventure di Capitan Mutanda (terza stagione)
La terza stagione de Le epiche avventure di Capitan Mutanda è stata trasmessa negli USA il 19 luglio 2019 su Netflix.
| Nº | Nº | Titolo originale                                              | Titolo italiano                                                                   | Prima TV USA   |
| -- | -- | ------------------------------------------------------------- | --------------------------------------------------------------------------------- | -------------- |
| 27 | 1  | The Worrisome Wedge of the Water Warmongers                   | Capitan Mutanda e l'allarmante alluvione dell'acqua agguerrita                    | 19 luglio 2019 |
| 28 | 2  | The Angry Abnormal Atrocities of the Astute Animal Aggressors | Capitan Mutanda e le arrabbiate anormali atrocità degli astuti animali aggressori | 19 luglio 2019 |
| 29 | 3  | The Abysmal Altercation of the Abominable Altitooth           | Capitan Mutanda e l'alterco abissale dell'abominevole altidentato                 | 19 luglio 2019 |
| 30 | 4  | The Bizarre Bout of the Beastly Barfilisk                     | Capitan Mutanda e il bizzarro incontro del bestiale barfilisco                    | 19 luglio 2019 |
| 31 | 5  | The Monstrous Mayhem of the Massive Melviathan                | Capitan Mutanda e la mostruosa malevolenza del massiccio melviatano               | 19 luglio 2019 |
| 32 | 6  | The Savage Spite of the Slimy Salamangler                     | Capitan Mutanda e il selvaggio sgambetto della scivolosa salamangia               | 19 luglio 2019 |
| 33 | 7  | The Cunning Combat of the Covert Camoflush                    | Capitan Mutanda e lo scaltro scontro dello sciacquonauta segreto                  | 19 luglio 2019 |
| 34 | 8  | The Bad Beat of the Blah Borelock                             | Capitan Mutanda e le storie soporifere dello stregoneblabla                       | 19 luglio 2019 |
| 35 | 9  | The Ghastly Danger of the Ghost Dentist                       | Capitan Mutanda e la delirante follia della dentista fantasma                     | 19 luglio 2019 |
| 36 | 10 | The Confounding Concoction of the Crooked Combotato           | Capitan Mutanda e il miscuglio mescolato del mixpatata malandrino                 | 19 luglio 2019 |
| 37 | 11 | The Ludicrous Lunacy of the Loopy Laser Lightmare             | Capitan Mutanda e l'assurda alienazione del lunatico laserincubo                  | 19 luglio 2019 |
| 38 | 12 | The Shocking Showdown of the Staggering Sugamechanger         | Capitan Mutanda e la scioccante saga del sorprendente soavecambiagioco            | 19 luglio 2019 |
| 39 | 13 | The Polarizing Plight of the Pitiless Poopetrators            | Capitan Mutanda e la piaga polarizzante dei pestiferi pupùpetratori               | 19 luglio 2019 |